# James Innes-Ker, VI duca di Roxburghe
James Henry Robert Innes-Ker, VI duca di Roxburghe (12 luglio 1816 – 23 aprile 1879), è stato un nobile scozzese.

## Biografia
Era l'unico figlio di James Innes-Ker, V duca di Roxburghe, e della sua seconda moglie, Harriet Charlewood. Frequentò l'Eton e il Christ Church, Oxford.
Ha ereditato i titoli di suo padre nel 1823.
Fu creato il conte Innes l'11 agosto 1837. Fu tenente generale della Royal Company of Archers. È stato Governatore della Banca Nazionale di Scozia.

## Matrimonio
Sposò, il 29 dicembre 1836, Susanna Stephenia Dalbiac (1814-7 maggio 1895), l'unica figlia di Sir Charles Dalbiac. Ebbero quattro figli:
- Lady Susan Harriet Innes-Ker (13 novembre 1837-16 ottobre 1909), sposò Sir James Grant-Suttie, VI Baronetto, ebbero quattro figli;
- James Innes-Ker, VII duca di Roxburghe (5 settembre 1839-23 ottobre 1892);
- Lady Charlotte Isabella Innes-Ker (8 agosto 1841-24 aprile 1881), sposò George Russell, ebbero tre figli;
- Lord Charles John Innes-Ker (31 dicembre 1842-19 novembre 1919), sposò Blanche Mary Williams, ebbero due figli.